# Groundhopping
Le groundhopping (contraction de l'anglais ground («terrain») et de hopping («sautant»)) est un loisir qui consiste à assister à des rencontres sportives (en général des matchs de football) dans un maximum de stades ou terrains (appelés grounds en anglais) différents. Les adeptes, appelés groundhoppers ou simplement hoppers, sont la plupart du temps des fans de football qui ont un avis neutre sur les clubs qu'ils voient jouer, étant surtout concentrés sur la quantité de matchs visionnés ou de stades visités.
Il n'y a pas de règle universelle pour définir ce qui compte comme un ground visité ou non, même si une règle non écrite est qu'il faut avoir y vu un match complet de 90 minutes pour le compter.

## Histoire
Le groundhopping est né dans les années 1980 en Angleterre, et s'est développé en Allemagne à la fin de cette même décennie. Aujourd'hui, le loisir est principalement populaire au Royaume-Uni, en Allemagne, au Benelux et en Scandinavie[réf. souhaitée].
Même si le groundhopping n'a jamais été une activité véritablement organisée, le développement d'Internet a permis à quelques sociétés de groundhoppers de voir le jour. On peut citer le 92 club (en) en Angleterre, qui regroupe ceux ayant visité les 92 stades des championnats professionnels anglais (English Premier League et English Football League), ou l'Association des Groundhoppers d'Allemagne (en allemand : Vereinigung der Groundhopper Deutschlands; V.d.G.D.). Les adeptes restent toutefois en grande majorité indépendants, ce qui limite les mesures de popularité de la pratique.
Les habitués utilisent parfois des sites web ou des applications mobiles pour enregistrer leurs statistiques, la plus connue étant Futbology, qui compte en 2024 plus de 100 000 téléchargements sur le Google Play Store.